# Tyranovec královský
Tyranovec královský (Onychorhynchus coronatus) je středně velký pták rodu Onychorhynchus z čeledi tyranovitých (Tyrannidae) v klidové poloze s kladivovitou hlavou. Vyznačuje se červenou a oranžovou chocholkou z černě a bíle lemovaných per.

## Popis
Středně velký, štíhlý pták. Délka těla je 15–17,5 cm a váha se pohybuje kolem 13–21 g. Šat je celkově světle hnědý, křídla jsou zabarvena do tmavší hnědé a ocas je spíše ryšavý až žlutý. Spodek těla mají světlejší s tmavě šupinovitým vzorem na hrudi, hrdlo je bělavé. Zobák je dlouhý a černý. Samci mají chocholku z červených per s černým a bílým zakončením, ta obvykle leží složená v týle. Při vzrušení ji samec vztyčuje do typické čelenky. O něco kratší, oranžovější chocholku, mají i samice.

## Hlasový projev
Jelikož je tyranovec královský samotářský, je většinou tichý. Při volání se však ozývá nízkým a hlasitým hlasem, který zní dutě a plně. Jeho pískání je dvojslabičné a připomíná zvuk „sí-juk“.

## Výskyt
Tyranovec královský patří mezi nestěhovavé ptáky. Obvykle je samotářský a nenápadný. Pohybuje se v nižších patrech vlhkých savanových jehličnatých i listnatých lesů blízko vod do 1100 m n. m. Nachází se v jižním Mexiku, jižní části Střední Ameriky a severní části Jižní Ameriky. Někdy se kategorizuje do čtyř dalších druhů, například v Atlantickém lese, kde se vyskytují dvě výrazně odlišné populace, a to pacifického (Onychorynchus occidentalis) a atlantického (Onychorynchus swainsoni) tyranovce.

### Hnízdění
Hnízdo staví samice, je velmi dlouhé, může mít 2 až 3 metry, a úzké, s vchodem ze strany a visí na konci větve, obvykle nad malým zastíněným vodním tokem. Je to velmi složitá stavba, která obsahuje propracovanou hnízdní komůrku. Okolí svého hnízda si agresivně brání.

## Rozmnožování
Samci při vzrušení vztyčují chocholku do výrazné čelenky. Při a po páření rytmicky třese hlavou ze strany na stranu, nahoru, dolů a otevírá a zavírá při tom zobák. V přírodě je však tato činnost pozorována jen zřídka. Samice snáší jedno až tři vejce, po vylíhnutí se o mláďata stará.